# A5-ös autópálya (Ausztria)

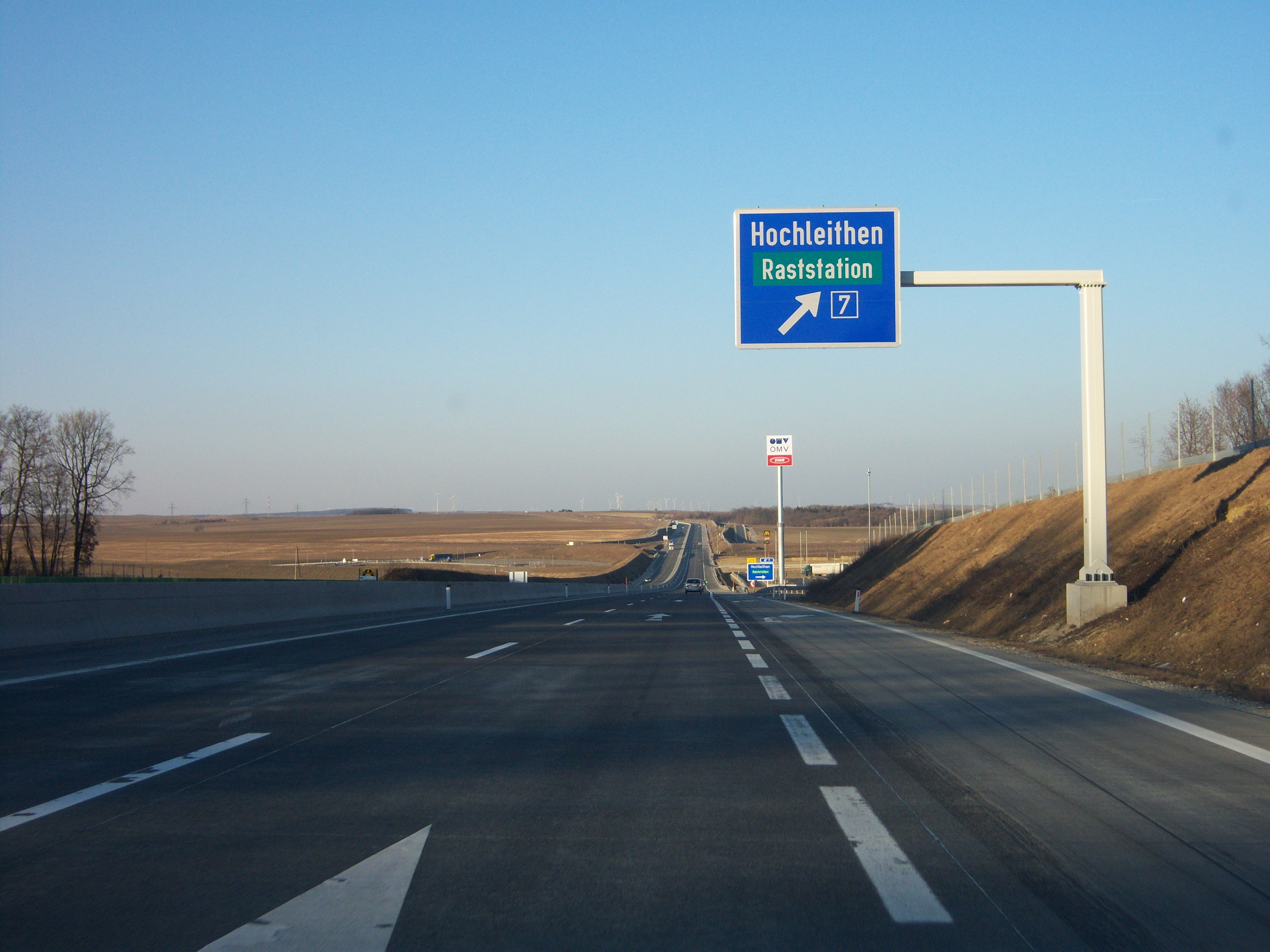
Az első átadott szakasz

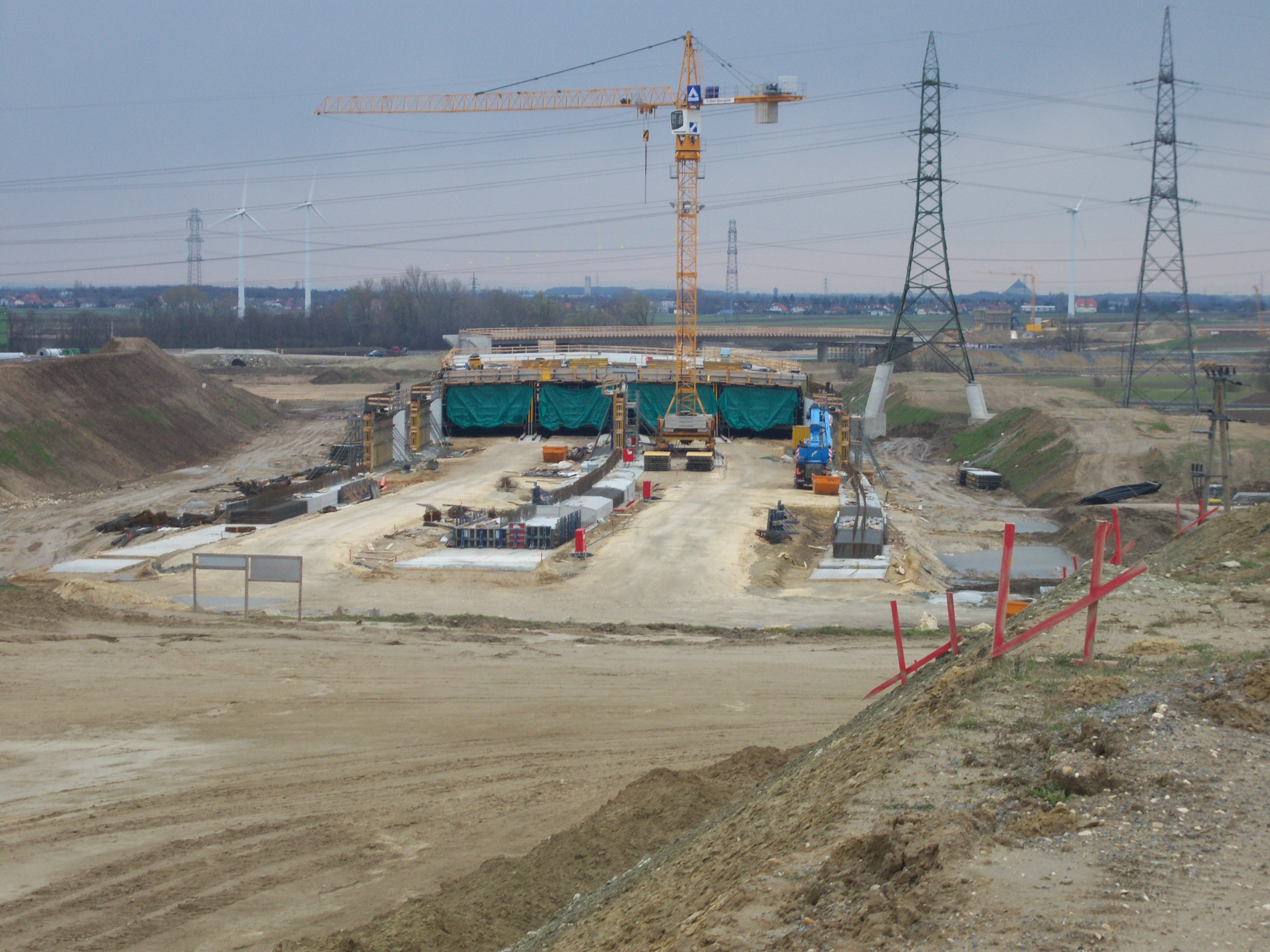
Az Eibesbrunn-alagút építése még 2008 tavaszán

Az A5-ös autópálya (németül: Nord Autobahn vagy gyakrabban Weinviertel Autobahn) egy autópálya Ausztriában. Az autópályát Bécstől építik a cseh határig. A déli, egyben első szakaszát 2010. január 31-én, 37 hónapos kivitelezést követően adták át. Az autópálya újabb 25 km-es – Poysdorf Nordig – tartó szakaszának átadása 2017. december 8-án megvalósult. Drasenhofen község nyugati elkerülő első ütemben félautópályaként épült meg, és 2019. szeptember 8-ai átadásával része lett a cseh határig tartó, távlatban teljes értékű autópályának is.

## Története
Az első tervek a Bécs és Brno közötti közúti kapcsolat kiépítésére már több évtizede léteznek. A Harmadik Birodalom idejében, 1938-ban tervezték a Bécs–Breslau autópálya kiépítését. A tervből egyedül a Brno környéki kisebb szakasz valósult meg 1942-ben.
A vasfüggöny leomlását követően a két város közötti kapcsolat 1996-ban éledt fel. Csak az Európai Unió bővítése és a megnövekedett forgalom alapján fogalmazódott meg ismételten az A5-ös autópálya terve. Amennyiben teljes szakaszán elkészül, akkor a D52-es autópályával együtt fogja összekötni a Bécset Brnóval.
A déli szakaszénak alapkövét 2007. február 26-án tették le Eibesbrunn mellett. Ez a szakasz Bécs város északi elkerülő körútrendszeréhez csatlakozik az S1-es és S2-es gyorsforgalmi utak révén. Az út része az Ausztriában elsőként PPP konstrukcióban épült autópályának.
A beruházás 255 millió eurós költsége magába foglalta a 23,5 km autópálya megvalósítását. A kivitelezés során épült egy alagút, négy teljes és három fél csomópont, öt átjáró, hat vadátjáró és 21 közúti híd.
Az Eibesbrunn csomópont és Wolkersdorf-Süd között 2×3 sávos, a többi szakaszon 2×2 sávos. A lejtős területen Ulrichskirchen és Wolkersdorf-Nord csomópont között kapaszkodósáv létesült Brno irányába.
37 hónappal az építés kezdetét követően, 2010. január 31-én adták át a forgalomnak az első szakaszt.
2015 márciusában újabb 25 km-es autópálya kivitelezése kezdődött meg északi irányban, amely 2017. december 8-án átadásra került a Schrick–Poysbrunn szakaszként. A beruházás 45 út, mezőgazdasági átjáró, vadátjáró építését is tartalmazta.
A távlati 2×2 sávos autópálya része lesz a 2018. április 3. és 2019. szeptember 8. között megépült Drasenhofen nyugati elkerülője, így egyetlen települést sem terhel tovább a tranzitforgalom osztrák oldalon. Az 5 km-es szakasz 2×1 sávos autóútként épült meg, két körforgalmú csomóponttal a B7-es főúton és egy félcsomóponttal egy mellékúton. A Poysdorf-Nord csomóponttól induló teljes kiépítettségű autópálya folytatása jelenleg távlatban tervezett a cseh határig.

## Galéria

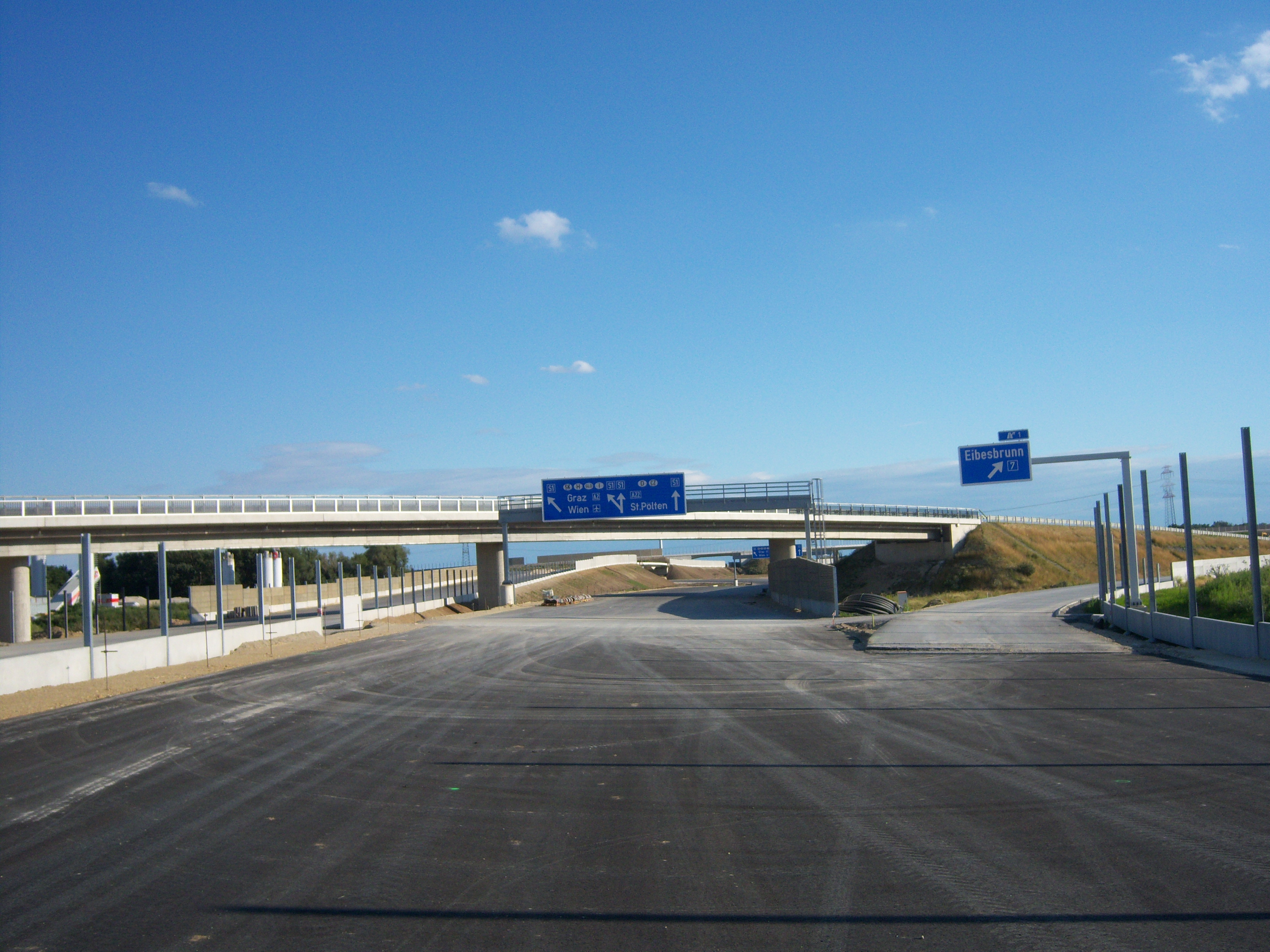
Az Eibesbrunn-nál épülő autópálya-csomópont
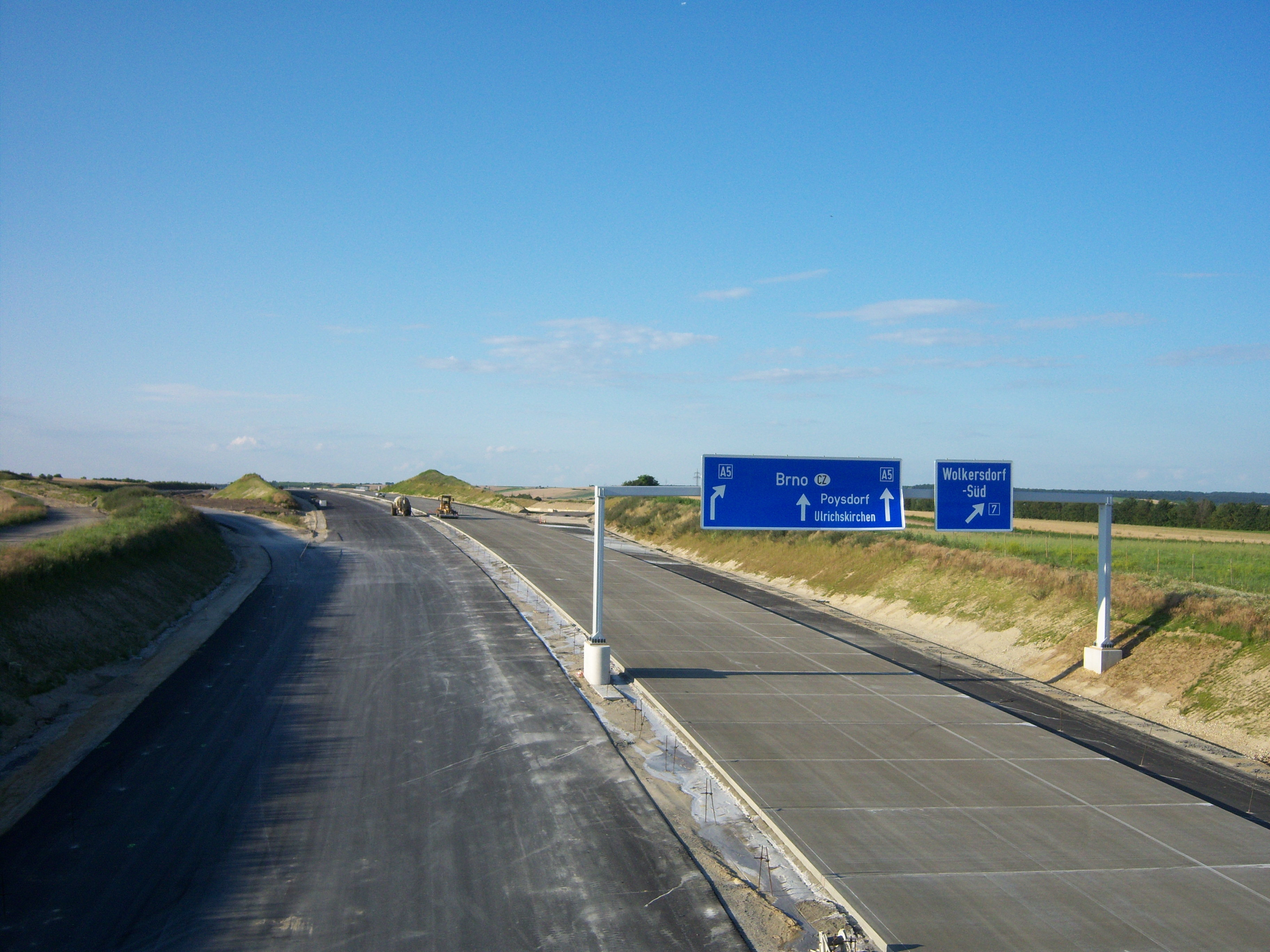
Az út építése Wolkersdorf-Südnél
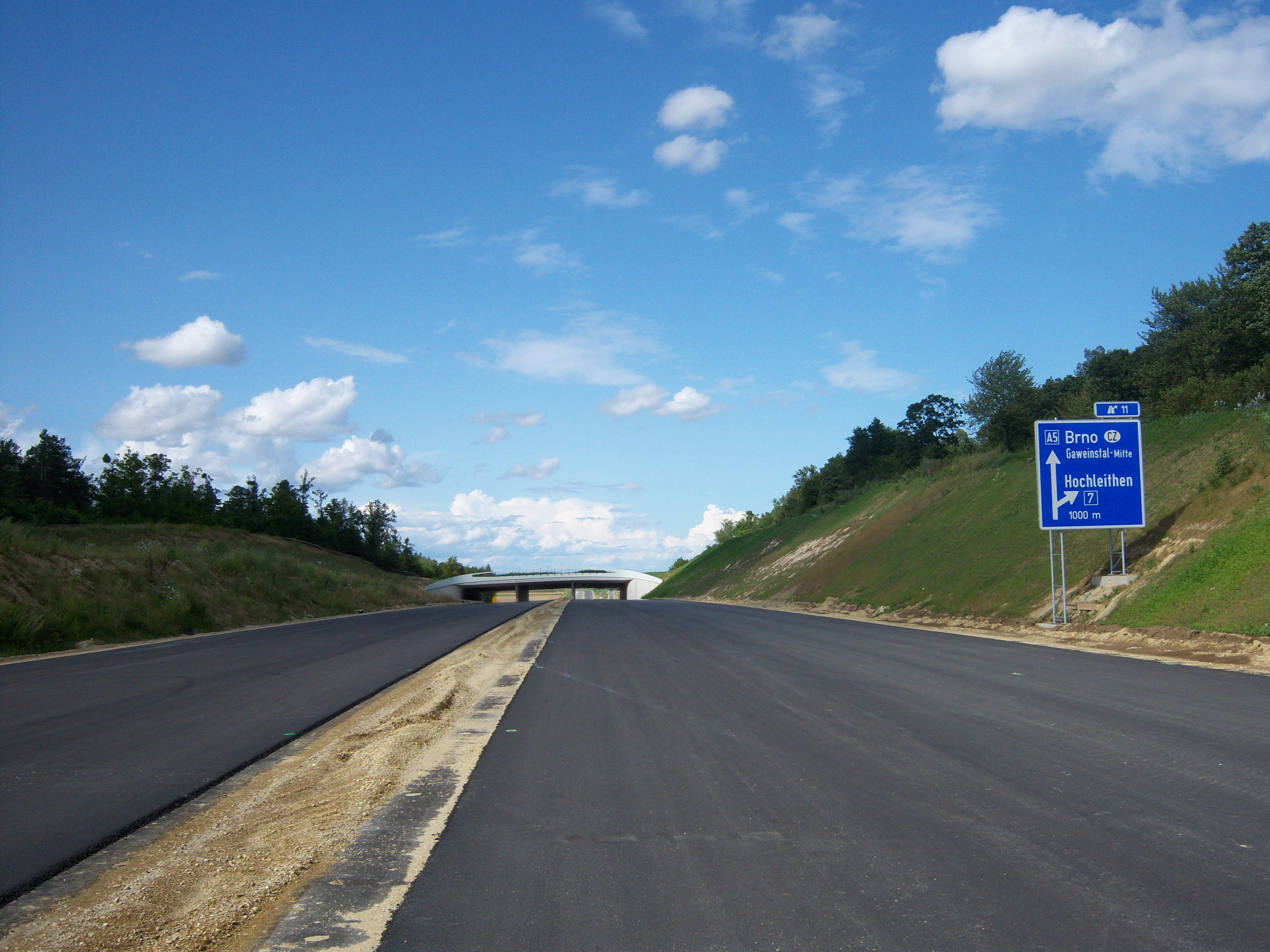
A hochleitheni kijárat

## Fordítás
- Ez a szócikk részben vagy egészben a Nord Autobahn című német Wikipédia-szócikk fordításán alapul.  Az eredeti cikk szerkesztőit annak laptörténete sorolja fel. Ez a jelzés csupán a megfogalmazás eredetét és a szerzői jogokat jelzi, nem szolgál a cikkben szereplő információk forrásmegjelöléseként.

## Külső hivatkozások
- A Wikimédia Commons tartalmaz A5-ös autópálya témájú kategóriát.
- Európa autópályái - Az A5-ös csomópontjai, pihenőhelyei és hídjai